# Maria Adelajda Habsburg
Maria Adelajda Habsburg-Lotaryńska (ur. 3 czerwca 1822 w Mediolanie; zm. 20 stycznia 1855 tamże) – królowa Sardynii.

## Życie
Maria Adelajda urodziła się w Mediolanie, jako córka arcyksięcia Rajnera Habsburga, wicekróla Królestwa Lombardzko-Weneckiego (syna cesarza Leopolda II), i księżniczki Elżbiety Sabaudzkiej, siostry Wiktora Emanuela (ojca Karola Alberta, króla Sardynii).
12 kwietnia 1842 roku, w Palazzo Stupinigi, wyszła za mąż za swojego kuzyna, Wiktora Emanuela, króla Sardynii, a po zjednoczeniu pierwszego króla Włoch. Małżeństwo Adelajdy trwało 13 lat, aż do jej śmierci. Królowa Sardynii zmarła w Mediolanie, w wieku 33 lat, rodząc swoje 8 dziecko. Została pochowana w turyńskiej bazylice di Superga.

## Dzieci
- Klotylda Maria (1843-1911)

∞ Napoleon Józef Bonaparte, bratanek Napoleona I
- Humbert I (1844-1900), król Włoch

∞ Małgorzata Sabaudzka
- Amadeusz I (1845-1890), król Hiszpanii

∞ (1) Maria Wiktoria del Pozzo della Cisterna
∞ (2) Maria Letycja Bonaparte
- Oddon Eugeniusz (1846-1866), książę Montferrat
- Maria Pia (1847-1911)

∞ Ludwik I, król Portugalii
- Karol Albert (1851-1854), książę Chablais
- Wiktor Emanuel (1852)
- Wiktor Emanuel (1855), hrabia Genui